# أدولف ميشندورفر
أدولف ميشندورفر Adolf Meschendoerfer (ولد في 8 مايو 1877 في كرونشتات في رومانيا - ومات فيها في 4 يوليو 1962) هو أديب زيبنبورجي ساكسوني (نسبة إلى إقليم زيبنبورجن في رومانيا وساكسونيا في ألمانيا) ورائد من رواد الأدب الروماني.
ترك ميشندورفر آثارا هامة وتأثيرا واضحا من خلال نشاطه الأدبي كمحرر لصحيفة Die Karpathen بين عامي 1907 و1914 في الأدب الألماني الزيبنبورجي في القرن العشرين.
وفي روايته «المدينة التي في الشرق» Die Stadt im Osten يصف حبه وهيامه لمسقط رأسه. كما أنه أبو الرسام والمصور هارالد ميشندورفر.

## من أعماله
- مقالات في الفن والثقافة 1906
- ليونورا (رواية 1908)
- مرثاة زيبنبورجية 1927
- قصائد 1930
- المدينة التي في الشرق (رواية 1931)
- مسرحيات 1931
- بئر الجاموس (رواية 1935)
- زيبنبورجن...أرض البركات (ذكريات ونثر وقصائد 1937)
- قصص 1947